# Legion of the United States
Legion of the United States war die Bezeichnung der am 5. März 1792 durch Beschluss des Kongress der Vereinigten Staaten reorganisierten Armee der Vereinigten Staaten. Die Bezeichnung wurde offiziell bis Ende 1796 verwendet.

## Geschichte
Nach dem Amerikanischen Revolutionskrieg beschloss der Kongress Ende 1783 nach dem Frieden von Paris, die Kontinentalarmee weitgehend aufzulösen. Bis 1785 waren alle Regimenter der Kontinentalarmee aufgelöst, und die neue Armee der Vereinigten Staaten bestand lediglich aus zwei Abteilungen zur Bewachung der militärischen Versorgung. Die militärisch wichtigeren Verbände waren zu dieser Zeit die Milizen der einzelnen Staaten.
Am 29. September 1789 wurde die Armee der Vereinigten Staaten mit der neuen Verfassung der Vereinigten Staaten formell gegründet. Im Jahr 1790 führte Josiah Harmar, der 1787 zum Brigadegeneral befördert worden war, 320 reguläre Soldaten und über 1.000 Milizionäre im Oktober 1790 in die katastrophale Schlacht am Maumee River. Das Infanterieregiment erlitt über 70 Verluste.
Durch ein Gesetz des Kongresses vom 3. März 1791 wurde die US-Armee reorganisiert und erhielt zwei Infanterieregimenter unter dem Kommando von Generalmajor Arthur St. Clair. Die Schwäche der Armee zeigte sich in den Indianerkriegen auch bei der Schlacht am Wabash River am 4. November 1791.
Die Folge war eine erneute Reorganisation und Erweiterung der Armee der Vereinigten Staaten. Am 5. März 1792 stellte der Kongress eine neue Armee auf – die Legion of the United States – und Präsident George Washington ernannte Anthony Wayne als Generalmajor zu ihrem Kommandeur. Die Reste der beiden vorhandenen Regimenter bildeten dabei den Grundstock der Legion of the United States, die in 4 Abteilungen (Sub-Legions) gegliedert wurde:
- 1st Sub-Legion: Standartenfarbe weiß und schwarz
- 2nd Sub-Legion: Standartenfarbe rot und weiß
- 3rd Sub-Legion: Standartenfarbe schwarz und gelb
- 4th Sub-Legion: Standartenfarbe grün und weiß

Am 20. August 1794 besiegten Waynes Truppen in der Schlacht von Fallen Timbers die Krieger einer Allianz der amerikanischen Ureinwohner.
Nach dem Vertrag von Greenville 1795 mit der Westlichen Konföderation der amerikanischen Ureinwohner und dem Jay-Vertrag mit Großbritannien wurde die Legion verkleinert und spätestens ab Ende 1796 mit dem Tod Waynes als Regular Army oder United States Army bezeichnet. Sie war verteilt auf West Point und einige Grenzposten.
Die modernen 1., 3. und 4. Infanterieregimenter der United States Army gehen auf die Legion of the United States zurück.